# Чудотворець (оповідання)
«Чудотворець» (англ. The Man Who Could Work Miracles) — комедійне оповідання в стилі фентезі англійського письменника Герберта Веллса. Видане у 1898 році. 1936 року це оповідання було екранізовано.

## Сюжет
В англійському барі відбувається суперечка: Джордж МакВіртер Фотерінгей завзято доводить, що чудес не буває. Щоб підтвердити свої слова, він наказує запалити олійну лампу, перевернуту догори дном. На його подив лампа загорається, хоча інші присутні в барі вважають, що це фокус, який Фотерінгей влаштував задля жарту.
Фотерінгей чудесним чином виконує свої обов'язки клерка, тільки-но сказавши про них, і йде у парк. Він зустрічає місцевого констебля, якого випадково ранить ціпком, який він змусив розквітнути. У наступній сварці Фотерінгей необачним словом посилає поліцейського до Аїда, а потім відправляє його до Сан-Франциско. Все, про що йому варто лише сказати, тут же стається насправді.
Збентежений цими чудесами, Фотерінгей відвідує недільну церковну службу. Священник, містер Мейдіг, проповідує про надприродні явища. Фотерінгей глибоко зворушений і зустрічає Мейдіга у своєму особняку задля поради. Він виконує кілька демонстрацій, після чого священник каже аби Фотерінгей використав ці здібності задля спільної користі. Вночі вони удвох гуляють вулицями міста, лікуючи хвороби та виправляючи вади людей і самого міста.
Мейдіг планує перетворити таким чином увесь світ. За його порадою Фотерінгей зупиняє обертання Землі, щоб випробувати наскільки великі його сили. Та це змушує всі предмети на Землі полетіти з величезною силою, бо вони далі рухаються за інерцією. В спричиненому хаосі Фотерінгей лишається живий, не усвідомлюючи, що на мить убив усіх людей, а потім за власним бажанням воскресив.
Фотерінгей не може повернути Землю до попереднього стану. Він кається і бажає, щоб влада творити чудеса в нього зникла і все стало так, як було раніше. Фотерінгей миттю опиняється в барі минулого дня, не пам'ятаючи всіх цих подій, і вже не маючи здатності творити чудеса.